# Liparis goodyeroides
Espèce
Synonymes
- Liparis joannis-kornasii Szlach.[1]

Liparis goodyeroides Schltr. est une espèce de plantes à fleurs de la famille des Orchidaceae (les orchidées) et du genre Liparis, endémique d'Afrique centrale.

## Étymologie
Son épithète spécifique goodyeroides rend hommage au botaniste britannique John Goodyer.

## Description
C'est une herbe dépourvue de pseudobulbe pouvant atteindre 16 cm de hauteur.

## Distribution
Relativement rare, l'espèce a été observée sur trois sites au Cameroun (plaine des Mbos, Moliwe, mont Cameroun), à Sao Tomé-et-Principe – à la fois sur l'île de São Tomé et sur celle de Principe –, au Nigeria et peut-être au Liberia.